# Nucella lamellosa
Nucella lamellosa är en snäckart som först beskrevs av Gmelin 1791.  Nucella lamellosa ingår i släktet Nucella och familjen purpursnäckor. Inga underarter finns listade i Catalogue of Life.

## Bildgalleri

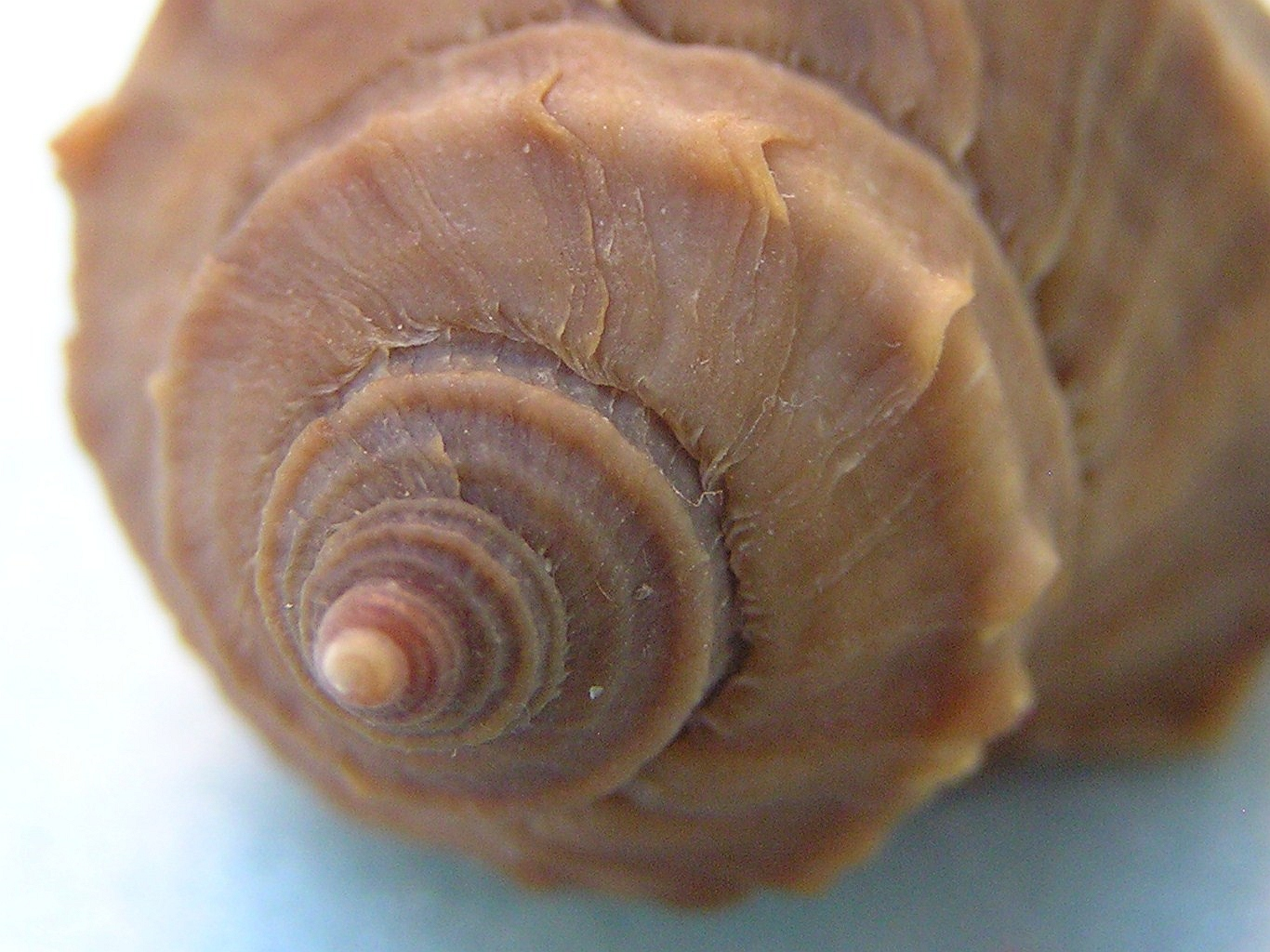
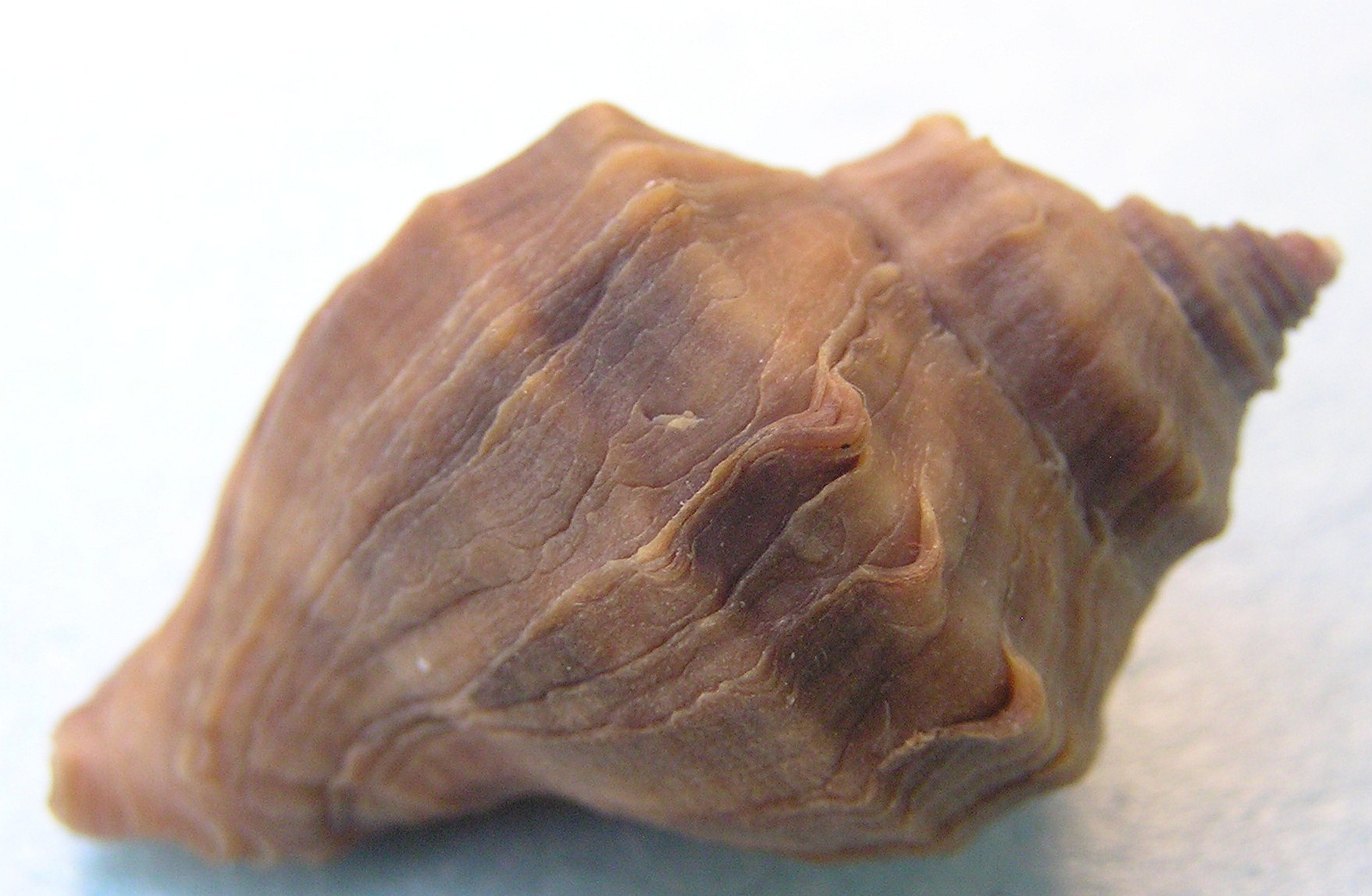